# ادابراکا
ادابراکا (به لاتین: Adabraka) در غنا است که در منطقه آکرای بزرگ واقع شده‌است.